# Horace Greeley
Horace Greeley (n. 3 februarie 1811, Amherst⁠(d), New Hampshire, SUA – d. 29 noiembrie 1872, Pleasantville⁠(d), Westchester County, New York, SUA) a fost un publicist și editor de ziare americane care a fost fondatorul și redactor-șef New-York Tribune, printre marile ziare ale timpului său. Mult timp activ în politică, a slujit pentru scurt timp în calitate de congresman din New York și a fost candidatul nereușit al noului Partid Republican Liberal la alegerile prezidențiale din 1872 împotriva președintelui în funcție Ulysses S. Grant, care a câștigat la diferență uriașă.